# Moldvai fejedelmek listája
Az alábbi táblázat Moldva fejedelmeinek listáját tartalmazza uralkodásuk időrendi sorrendjében 1351-től 1859-ig, a Havasalfölddel való egyesülésig. Az egyes uralkodók nevei alatt fel van sorolva, hogy ha Havasalföldön is uralkodtak (ami a XVI. század végétől fordul elő), akkor milyen néven sorolhatók a havasalföldi fejedelemlistába. Az uralkodók elnevezése (pl. XY moldvai fejedelem vagy XY havasalföldi fejedelem), ha két országban is uralkodtak, a korábban bírt ország szerint történt (pl. V. Sándor havasalföldi fejedelem és nem VII. Sándor moldvai fejedelem, mert Moldvában 1629-től uralkodott, Havasalföldön már 1623-tól). Az uralkodási időnél a betöltött évek és hónapok szerepelnek. Ahol hullámjel (~) van, ott majdnem betöltötte az adott személy az adott évet/hónapot.

## Önálló Moldva (1351–1600)
Moldva az alapítástól 1351-től kb. 1360-ig magyar függés alatt létezett, de később, a Mușat család alatt önálló állammá vált. (A XVI. század végéig az uralkodók nagy többsége is ebből a dinasztiából került ki.) Ugyan ezt követően is voltak magyar és lengyel kísérletek az ország idegen uralom alá helyezésére, de ezek nem jártak sikerrel. A XV. században III. István fejedelem hosszú uralkodása alatt (1457–1504) virágkorát élte az állam, de a XVI. század elején a belső hatalmi harcok meggyengítették. A törökök több támadást vezettek az ország ellen, de a végleges uralmat csak – a magyar történelemből Vitéz Mihályként ismert és rövid időre Havasalföldet, Moldvát és Erdélyt egyesítő – II. Mihály havasalföldi fejedelem halála (1601) után szerezhették meg.
| Portré | Uralkodóház   | Uralkodó                                                   | Román név                                      | Uralkodott                                  | Megjegyzés |
| ------ | ------------- | ---------------------------------------------------------- | ---------------------------------------------- | ------------------------------------------- | --- |
|        | Drágfi-ház    | Dragoș † 1353                                              | Dragoș                                         | 1351–1353 (2 év)                            | A moldvai állam első névről ismert vezetője. Nem volt független uralkodó, a magyarok által létrehozott Moldva első fejedelme. |
| –      | Drágfi-ház    | Sas † 1358                                                 | Sas                                            | 1353–1358 (5 év)                            | Dragoş fia. |
| –      | Drágfi-ház    | Balk † 1402/1403 körül                                     | Bâlc                                           | 1358–1359 (1 év)                            | Sas fia. |
|        | Mușat-ház     | I. Bogdán † 1367                                           | Bogdan I                                       | 1359–1367 (8 év)                            | Függetlenítette Moldvát a magyar uralkodók befolyása alól.                                                                    |
| –      | Mușat-ház     | (I.) Péter † 1368                                          | Petru (I)                                      | 1367–1368 (1 év)                            | I. Bogdán fiúági unokája. Nem szokták megszámozni.                                                                            |
|        | Mușat-ház     | Lațcu † 1373                                               | Laţcu                                          | 1368–1373 (5 év)                            | I. Bogdán fia. |
| –      | Mușat-ház     | Costea † 1392 után                                         | Costea                                         | 1373–1374 (1 év)                            | I. Bogdán fia. |
| –      | Gedimin-ház   | Iuga † 1400 után                                           | Iuga Ologul                                    | 1374–1375 (1 év)                            | Gedimin litván nagyfejedelem (1275–1341) unokája.                                                                             |
|        | Mușat-ház     | I. Mușat Péter † 1391 decembere                            | Petru I                                        | 1375–1391 ???? XII. (16 év)                 | (I.) Péter fivére. |
|        | Mușat-ház     | I. István † 1399. november 28.                             | Ștefan I                                       | 1391–1392 XII. ???? (pár hónap)             | I. Roman fivére. |
|        | Mușat-ház     | I. Roman † 1394 márciusa                                   | Roman I                                        | 1392–1394 ???? III. (kb. 2 év)              | I. Péter fivére. |
|        | Mușat-ház     | I. István (2x)                                             | Ștefan I                                       | 1394–1399 III. XI. 28. (5 év 8 hónap)       | Második uralkodása. |
| –      | Gedimin-ház   | Iuga (2x)                                                  | Iuga Ologul                                    | 1399–1400 XI. VI. 29.? (7 hónap?)           | Második uralkodása. |
|        | Mușat-ház     | I. Jó Sándor * 1375 körül † 1432. január 1.                | Alexandru cel Bun                              | 1400–1432 IV. 23. I. 1. (31 év 8 hónap)     | I. Roman fia. |
| –      | Mușat-ház     | I. Illés * 1409. július 20. † 1448. április 23.            | Iliaș I                                        | 1432–1433 I. IX. (1 év 8 hónap)             | I. Sándor törvényes fia. |
| –      | Mușat-ház     | II. István † 1447. július 13.                              | Ștefan II                                      | 1433–1435 IX. VIII. 4. (1 év 11 hónap)      | I. Sándor törvénytelen fia.                                                                                                   |
| –      | Mușat-ház     | I. Illés (2x)                                              | Iliaș I                                        | 1435–1442 VIII. 4. VIII. 1. (~7 év)         | Második uralkodása, részben II. Istvánnal közösen.                                                                            |
| –      | Mușat-ház     | II. István (2x)                                            | Ștefan II                                      | 1436–1447 III. 8. VII. 13. (11 év 4 hónap)  | Második uralkodása, részben I. Illéssel közösen.                                                                              |
| –      | Mușat-ház     | II. Roman * 1426 † 1448. július 2.                         | Roman II                                       | 1447 VII. VIII. 22. (1 hónap)               | I. Illés fia. |
| –      | Mușat-ház     | II. Péter † 1452                                           | Petru II                                       | 1447 VIII. XII. 23. (4 hónap)               | I. Sándor törvényes fia. |
| –      | Mușat-ház     | II. Roman (2x)                                             | Roman II                                       | 1447–1448 XII. tavasza (pár hónap)          | I. Illés fia. |
| –      | Mușat-ház     | II. Péter (2x)                                             | Petru II                                       | 1448 IV. 5. X. 10. (6 hónap)                | Második uralkodása. |
| –      | nem ismert    | Ciubăr Vodă † ?                                            | Ciubăr Vodă                                    | 1448 X. 10. XII. (2 hónap)                  | Csak Grigore Ureche moldvai krónikás (1590–1647) említi.                                                                      |
| –      | Mușat-ház     | II. Sándor vagy Alexăndrel * 1429 † 1455. május 25.        | Alexăndru II/Alexăndrel                        | 1448–1449 XII. X. 12. (10 hónap)            | I. Illés fia. |
|        | Mușat-ház     | II. Bogdán * 1409 † 1451. október 15.                      | Bogdan II                                      | 1449–1451 X. 12. X. 15. (2 év)              | I. Sándor törvénytelen fia.                                                                                                   |
| –      | Mușat-ház     | III. Péter Áron * 1419/1421 † 1469                         | Petru Aron                                     | 1451–1452 X. 15. II. 24. (4 hónap)          | I. Sándor törvénytelen fia.                                                                                                   |
| –      | Mușat-ház     | II. Sándor vagy Alexăndrel (2x)                            | Alexăndru II/Alexăndrel                        | 1452–1454 II. 24. VIII. 22. (2 év ~6 hónap) | Második uralkodása. |
| –      | Mușat-ház     | III. Péter Áron (2x)                                       | Petru Aron                                     | 1454–1455 VIII. 25. I. ? (5 hónap)          | Második uralkodása. |
| –      | Mușat-ház     | II. Sándor vagy Alexăndrel (3x)                            | Alexăndru II/Alexăndrel                        | 1455 II. 8. III. 25. (1 hónap)              | Második uralkodása. |
| –      | Mușat-ház     | III. Péter Áron (3x)                                       | Petru Aron                                     | 1455–1457 III. 25. IV. 12. (2 év)           | Harmadik uralkodása. |
|        | Mușat-ház     | III. Nagy István * 1433 † 1504. július 2.                  | Ștefan cel Mare                                | 1457–1504 IV. 12. VII. 2. (47 év 2 hónap)   | II. Bogdán fia. A leghosszabb ideig uralkodó és egyben leghíresebb moldvai fejedelem.                                         |
|        | Mușat-ház     | III. Vak Bogdán * 1479. március 9. † 1517. április 20.     | Bogdan cel Orb                                 | 1504–1517 VII. 2. IV. 20. (12 év 4 hónap)   | III. István fia. |
| –      | Mușat-ház     | IV. István vagy Ștefăniță * 1506 † 1527. január 14.        | Ștefan cel Tânar/Ștefăniță                     | 1517–1527 IV. 22. I. 14. (9 év 8 hónap)     | III. Bogdán törvénytelen fia.                                                                                                 |
|        | Mușat-ház     | IV. Péter * 1487 † 1546. szeptember 3.                     | Petru Rareș                                    | 1527–1538 I. 20. IX. 14. (11 év ~8 hónap)   | III. István törvénytelen fia.                                                                                                 |
| –      | Mușat-ház     | V. István * 1496 előtt † 1540. december 20.                | Ștefan Lăcustă                                 | 1538–1540 IX. 21. I. 20. (2 év ~3 hónap)    | III. István fiúági unokája.                                                                                                   |
| –      | Mușat-ház     | III. Sándor † 1541. február 9.                             | Alexandru Cornea                               | 1540–1541 XII. 21. II. 9. (1 hónap)         | III. Péter Áron fiúági unokája.                                                                                               |
|        | Mușat-ház     | IV. Péter (2x)                                             | Petru Rareș                                    | 1541–1546 II. 9. IX. 3. (5 év ~7 hónap)     | Második uralkodása. |
|        | Mușat-ház     | II. Illés * 1531 † 1562 januárja                           | Iliaș Rareș                                    | 1546–1551 IX. 3. V. 30. (4 év ~9 hónap)     | IV. Péter fia. |
|        | Mușat-ház     | VI. István * kb. 1532 † 1552. szeptember 1.                | Ștefan Rareș                                   | 1551–1552 V. 24. IX. 1. (1 év 3 hónap)      | IV. Péter fia. |
| –      | nem ismert    | I. János † 1552?                                           | Ioan Joldea                                    | 1552 IX. 4. IX. 12. (8 nap)                 | |
|        | Mușat-ház     | IV. Sándor † 1568. május 5.                                | Alexandru Lăpușneanu                           | 1552–1561 IX. 12. XI. 30. (9 év 2 hónap)    | III. Bogdán fia. |
|        | nem ismert    | II. János vagy Iacob Heraclides * 1511 † 1563. november 6. | Despot Vodă                                    | 1561–1563 XI. 18. XI. 9. (~2 év)            | Más néven: Despot Vodă. |
| –      | Tomșa-ház     | VII. István † 1564 májusa                                  | Ștefan Tomșa                                   | 1563–1564 VIII. III. (7 hónap)              | |
|        | Mușat-ház     | IV. Sándor (2x)                                            | Alexandru Lăpușneanu                           | 1564–1568 X. V. 5. (3 év 7 hónap)           | Második uralkodása. |
|        | Mușat-ház     | IV. Bogdán * 1555. május 9. † 1574 júliusa                 | Bogdan IV Lăpușneanu                           | 1568–1572 V. II. 15. (3 év 9 hónap)         | IV. Sándor fia. |
|        | Mușat-ház     | III. Vitéz János * 1521 † 1574. június 13./14.             | Ioan II Vodă cel Viteaz, cel Cumplit, Armeanul | 1572–1574 II. 15. VI. 11. (2 év ~4 hónap)   | IV. István törvénytelen fia. Más néven Örmény János vagy Kegyetlen János.                                                     |
|        | Basarab-ház   | V. Sánta Péter * 1537 † 1594. július 11.                   | Petru Șchiopul                                 | 1574–1577 VI. 11. XI. 18. (3 év 5 hónap)    | IV. Mircea havasalföldi fejedelem (†1534 után) fia.                                                                           |
|        | nem ismert    | IV. Patkótörő János † 1578. június 16.                     | Ioan Potcoavă                                  | 1577 XI. 18. XII. 28. (1 hónap)             | Más néven Ivan Pidkova, kozák hetman.                                                                                         |
|        | Basarab-ház   | V. Sánta Péter (2x)                                        | Petru Șchiopul                                 | 1578–1579 XII. 31. XII. 2. (11 hónap)       | Második uralkodása. |
| –      | Mușat-ház (?) | V. Szász János † 1582. szeptember 28.                      | Iancu Sașul                                    | 1579–1582 XII. 9. IX. 5. (2 év ~9 hónap)    | Egyes források szerint IV. Péter törvénytelen gyermeke.                                                                       |
|        | Basarab-ház   | V. Sánta Péter (3x)                                        | Petru Șchiopul                                 | 1582–1591 X. 17. VIII. 9. (8 év 9 hónap)    | Harmadik uralkodása. |
| –      | Mușat-ház     | Rettenetes Áron † 1597 júniusa                             | Aron Tiranul                                   | 1591–1592 XII. 16. VI. 25. (6 hónap)        | IV. Sándor törvénytelen fia.                                                                                                  |
| –      | Mușat-ház     | V. Sándor H: III. Sándor † 1597. március 20.               | Alexandru III cel Rău                          | 1592 VI. 12. VII. 18. (1 hónap)             | IV. Bogdán fia. |
| –      | Mușat-ház     | VI. Kozák Péter † 1592. október 25.                        | Petru Cazacul                                  | 1592 VIII. X. 24. (2 hónap)                 | IV. Sándor törvénytelen gyermeke.                                                                                             |
| –      | Mușat-ház     | Rettenetes Áron (2x)                                       | Aron Tiranul                                   | 1592–1595 X. 24. V. 3. (2 év 6 hónap)       | Második uralkodása. |
|        | nem ismert    | VIII. István † 1595 decembere                              | Ștefan VIII Răzvan                             | 1595 V. 3. VIII. 22. (3 hónap)              | Muszlim családból származott.                                                                                                 |
|        | Movilești-ház | Jeremiás * 1555 körül † 1606. július 10.                   | Ieremia Movilă                                 | 1595–1600 VIII. V. (4 év 9 hónap)           | Román bojár. |
|        | Basarab-ház   | I. Vitéz Mihály H: II. Mihály * 1558 † 1601. augusztus 9.  | Mihai Viteazul                                 | 1600 V. 6. IX. (4 hónap)                    | Petraskó havasalföldi fejedelem (†1557) fia. Havasalföld és Erdély fejedelme is.                                              |

## Török uralom alatti Moldva (1600–1862)
Vitéz Mihály halálával – Havasalföldhöz hasonlóan – török vazallus állam vált Moldvából, fejedelmei a török jóváhagyásával uralkodtak. Néhány önállósodási törekvéstől eltekintve ezzel telt a XVII. század. A XVIII. század elejétől (1711–1821) a fanariótáknak nevezett rétegből (Konstantinápoly Fanar negyedében élő görög, albán, örmény (!) kereskedők, akik magas összegért mintegy "bérbe vették" néhány évre a fejedelemségeket) kikerülők lettek fejedelmekké, és még nagyobb elnyomás nehezedett az országra. A XIX. század eleji európai forradalmi hullámok elérték Moldvát is. Az 1821-es felkelés következtében a török uralom enyhült, véget ért a fanarióták kora. De Moldva (és Havasalföld) az 1862-es egyesülésig bizonyos szinten mégis a török birodalom része maradt.

### 1600–1700
| Portré | Uralkodóház     | Uralkodó                                                       | Román név               | Uralkodott                                  | Megjegyzés                                                                                               |
| ------ | --------------- | -------------------------------------------------------------- | ----------------------- | ------------------------------------------- | --- |
|        | Movilești-ház   | Jeremiás (2x)                                                  | Ieremia Movilă          | 1600–1606 IX. VII. 10. (5 év 10 hónap)      | Második uralkodása.                                                                                      |
|        | Movilești-ház   | Simeon H: Simeon † 1607. szeptember 14.                        | Simion Movilă           | 1606–1607 VII. 10. IX. 14. (1 év 2 hónap)   | Jeremiás testvére.                                                                                       |
| –      | Movilești-ház   | II. Mihály † 1608                                              | Mihai Movilă            | 1607 IX. 14. X. (1 hónap)                   | Simeon fia.                                                                                              |
| –      | Movilești-ház   | I. Konstantin † 1612                                           | Constantin Movilă       | 1607 X. XI. (1 hónap)                       | Jeremiás fia.                                                                                            |
| –      | Movilești-ház   | II. Mihály (2x)                                                | Mihai Movilă            | 1607 XI. 16. XII. 16. (1 hónap)             | Második uralkodása.                                                                                      |
| –      | Movilești-ház   | I. Konstantin (2x)                                             | Constantin Movilă       | 1607–1611 XII. 16. XI. 20. (3 év 11 hónap)  | Második uralkodása.                                                                                      |
|        | Tomșa-ház       | IX. István † 1623?                                             | Ștefan Tomșa            | 1611–1615 XI. 20. XI. 22. (4 év)            | VII. István törvénytelen fia.                                                                            |
| –      | Movilești-ház   | VI. Sándor † 1620                                              | Alexandru Movilă        | 1615–1616 XI. 22. VIII. 3. (8 hónap)        | Jeremiás fia.                                                                                            |
|        | Basarab-ház     | Radu Mihnea H: X. Radu Mihnea * 1586 † 1626                    | Radu Mihnea             | 1616–1619 VIII. 3. II. 4. (2 év 6 hónap)    | II. Mihnea havasalföldi fejedelem (1564–1601) fia.                                                       |
|        | Graziani-ház    | Gáspár * 1575 körül † 1621. szeptember 29.                     | Gaspar Graziani         | 1619–1620 II. 4. IX. 20. (1 év 7 hónap)     | |
|        | Mușat-ház       | VII. Sándor Illés H: IV. Sándor Illés † 1666                   | Alexandru Iliaș         | 1620–1621 IX. 20. IX. (1 év)                | IV. Sándor unokája. Havasalföldön IV. Sándor Illés.                                                      |
|        | Tomșa-ház       | IX. István (2x)                                                | Ștefan Tomșa            | 1621–1623 IX. VIII. (1 év 11 hónap)         | Második uralkodása.                                                                                      |
|        | Basarab-ház     | Radu Mihnea (2x)                                               | Radu Mihnea             | 1623–1626 VIII. I. 23. (2 év 5 hónap)       | Második uralkodása.                                                                                      |
|        | Barnovschi-ház  | Miron † 1633. július 2.                                        | Miron Barnovschi-Movilă | 1626–1629 I. 23. VII. 8. (3 év 5 hónap)     | II. Mihály unokatestvérének a gyermeke.                                                                  |
| –      | Basarab-ház     | VIII. Sándor H: V. Sándor * 1611 † 1632. június 26.            | Alexandru V Coconul     | 1629–1630 VII. 8. IV. 28. (9 hónap)         | Radu Mihnea fia. Havasalföldön V. Sándor.                                                                |
| –      | Movilești-ház   | Mózes * 1596 † 1661                                            | Moïse Movilă            | 1630–1631 IV. 28. XI. (1 év 7 hónap)        | Simeon fia.                                                                                              |
|        | Mușat-ház       | VII. Sándor Illés (2x)                                         | Alexandru Iliaș         | 1631–1633 XI. IV. (1 év 5 hónap)            | Második uralkodása.                                                                                      |
|        | Barnovschi-ház  | Miron (2x)                                                     | Miron Barnovschi-Movilă | 1633 IV. VII. 2. (3 hónap)                  | Második uralkodása.                                                                                      |
| –      | Movilești-ház   | Mózes (2x)                                                     | Moïse Movilă            | 1633–1634 VII. 5. IV. 9. (9 hónap)          | Második uralkodása.                                                                                      |
|        | nem ismert      | Vasile Lupu * 1593 † 1661                                      | Vasile Lupu             | 1634–1653 IV. 9. IV. 13. (19 év)            | Albán származású.                                                                                        |
|        | nem ismert      | I. György István † 1668                                        | Gheorghe Ștefan         | 1653 IV. 13. V. 8. (fél hónap)              | |
|        | nem ismert      | Vasile Lupu (2x)                                               | Vasile Lupu             | 1653 V. 8. VII. 16. (2 hónap)               | második uralkodása.                                                                                      |
|        | nem ismert      | I. György István (2x)                                          | Gheorghe Ștefan         | 1653–1658 VII. 16. III. 13. (4 év ~8 hónap) | |
|        | Ghica-ház       | II. György H: I. György * 1600. március 3. † 1664. november 2. | Gheorghe Ghica          | 1658–1659 III. 13. XI. 12. (1 év ~8 hónap)  | Albán származású.                                                                                        |
| –      | Craiovescu-ház  | II. Konstantin Șerban H: I. Konstantin Șerban † 1682           | Constantin Șerban       | 1659 XI. (1 hónap)                          | IX. Radu havasalföldi fejedelem († 1620) törvénytelen fia.                                               |
|        | nem ismert      | X. István Lupu, a nádas vajdája * 1641 † 1661                  | Ştefăniţă Lupu          | 1659–1661 XI. I. (1 év 2 hónap)             | Vasile Lupu fia.                                                                                         |
| –      | Craiovescu-ház  | II. Konstantin Șerban (2x)                                     | Constantin Șerban       | 1661 I. II. 27. (1 hónap)                   | Második uralkodása.                                                                                      |
|        | nem ismert      | X. István Lupu, a nádas vajdája (2x)                           | Ştefăniţă Lupu          | 1661 II. 27. IX. 29. (7 hónap)              | Második uralkodása.                                                                                      |
| –      | Dabija-ház      | Eustratie † 1665. szeptember 11.                               | Eustatie Dabija         | 1661–1665 X. IX. 11. (3 év 11 hónap)        | Moldvai bojár.                                                                                           |
|        | Duca-ház        | III. György H: II. György * 1620 k. † 1685. március 31.        | Gheorghe Duca           | 1665–1666 X. V. 12. (7 hónap)               | Eustratie veje. Ukrán hetman.                                                                            |
|        | Mușat-ház       | III. Illés Sándor * 1635 † 1675                                | Iliaș Alexandru         | 1666–1668 V. 12. XI. (2 év 6 hónap)         | VI. Sándor Illés fia. Az utolsó Mușat-házi uralkodó.                                                     |
|        | Duca-ház        | III. György (2x)                                               | Gheorghe Duca           | 1668–1672 XI. VIII. 20. (3 év 9 hónap)      | Második uralkodása.                                                                                      |
| –      | Petriceicu-ház  | XI. István † 1690                                              | Ștefan Petriceicu       | 1672–1673 VIII. 20. XI. (1 év 3 hónap)      | |
| –      | Cantacuzino-ház | I. Demeter vagy Dumitrașcu * 1620 † 1685                       | Dumitrașcu Cantacuzino  | 1673 XI. (1 hónap)                          | |
| –      | Petriceicu-ház  | XI. István (2x)                                                | Ștefan Petriceicu       | 1673–1674 XII. II. (2 hónap)                | Második uralkodása.                                                                                      |
| –      | Cantacuzino-ház | I. Demeter vagy Dumitrașcu (2x)                                | Dumitrașcu Cantacuzino  | 1674–1675 II. XI. 20. (1 év 9 hónap)        | Második uralkodása.                                                                                      |
| –      | Ruset-ház       | Antal * 1615 † 1685                                            | Antonie Ruset           | 1675–1678 XI. 20. XI. (3 év)                | Görög származású bojár.                                                                                  |
|        | Duca-ház        | III. György (3x)                                               | Gheorghe Duca           | 1678–1684 XI. I. 4. (5 év 2 hónap)          | Harmadik uralkodása.                                                                                     |
| –      | Petriceicu-ház  | XI. István (3x)                                                | Ștefan Petriceicu       | 1684 I. 4. II. (1 hónap)                    | harmadik uralkodása.                                                                                     |
| –      | Cantacuzino-ház | I. Demeter vagy Dumitrașcu (3x)                                | Dumitrașcu Cantacuzino  | 1684–1685 II. 8. VI. 25. (1 év 4 hónap)     | Harmadik uralkodása.                                                                                     |
|        | Cantemir-ház    | III. Konstantin * 1612. november 8. † 1693. március 24.        | Constantin Cantemir     | 1685–1693 VI. 25. III. 24. (7 év ~8 hónap)  | |
|        | Cantemir-ház    | II. Demeter * 1673. október 26. † 1723. augusztus 21.          | Dimitrie Cantemir       | 1693 III. 29. IV. 18. (fél hónap)           | III. Konstantin fia és Șerban havasalföldi fejedelem veje. Valójában ekkor nem uralkodott Moldva felett. |
| –      | Duca-ház        | IV. Konstantin † 1703                                          | Constantin Duca         | 1693–1695 IV. 18. XII. 18. (2 év 8 hónap)   | III. György fia és II. Konstantin havasalföldi fejedelem (1654–1714) veje.                               |
|        | Cantemir-ház    | Antioh * 1670. december 4. † 1726                              | Antioh Cantemir         | 1695–1700 XII. 18. IX. 25. (4 év 9 hónap)   | III. Konstantin fia.                                                                                     |

### 1700–1800
| Portré                                        | Uralkodóház     | Uralkodó                                                                  | Román név                | Uralkodott                                  | Megjegyzés                                                                        |
| --------------------------------------------- | --------------- | ------------------------------------------------------------------------- | ------------------------ | ------------------------------------------- | --------------------------------------------------------------------------------- |
| –                                             | Duca-ház        | IV. Konstantin (2x)                                                       | Constantin Duca          | 1700–1703 IX. 12. VI. 26. (2 év 9 hónap)    | Második uralkodása.                                                               |
|                                               | Racoviță-ház    | III. Mihály H: III. Mihály * 1660 † 1744 júliusa                          | Mihai Racoviță           | 1703–1705 IX. 12. II. 23. (1 év 5 hónap)    | III. Konstantin veje.                                                             |
|                                               | Cantemir-ház    | Antioh (2x)                                                               | Antioch Cantemir         | 1705–1707 II. 23. VII. 23. (2 év 5 hónap)   | Második uralkodása.                                                               |
|                                               | Racoviță-ház    | III. Mihály (2x)                                                          | Mihai Racoviță           | 1707–1709 VII. 23. X. 28. (2 év 3 hónap)    | Második uralkodása.                                                               |
|                                               | Mavrocordat-ház | I. Miklós * 1680. május 3. † 1730. szeptember 3.                          | Nicolae Mavrocordat      | 1709–1710 XI. 17. XI. (1 év)                | I. Demeter veje.                                                                  |
|                                               | Cantemir-ház    | Dimitrie (2x)                                                             | Dimitrie Cantemir        | 1710–1711 XI. VII. 22. (8 hónap)            | Második uralkodása.                                                               |
|                                               | Mavrocordat-ház | I. Miklós (2x)                                                            | Nicolae Mavrocordat      | 1711–1716 X. 6. I. 5. (4 év ~3 hónap)       | Második uralkodása.                                                               |
|                                               | Racoviță-ház    | III. Mihály (3x)                                                          | Mihai Racoviță           | 1716–1726 I. 5. X. (10 év 9 hónap)          | Harmadik uralkodása.                                                              |
|                                               | Ghica-ház       | I. Gergely H: II. Gergely * 1690 † 1752. szeptember 3.                    | Grigore Ghica al II-lea  | 1726–1733 IX. 26. IV. 16. (6 év 6 hónap)    | I. Gergely havasalföldi fejedelem (1628–1674) unokája, így II. György dédunokája. |
|                                               | Mavrocordat-ház | V. Konstantin H: III. Konstantin * 1711. február 27. † 1769. november 23. | Constantin Mavrocordat   | 1733–1735 IV. 16. XI. 27. (2 év 7 hónap)    | I. Miklós fia.                                                                    |
|                                               | Ghica-ház       | I. Gergely (2x)                                                           | Grigore Ghica al II-lea  | 1735–1739 XI. 27. IX. 14. (3 év 9 hónap)    | Második uralkodása.                                                               |
| Orosz uralom 1739                             |                 |                                                                           |                          |                                             |                                                                                   |
|                                               | Ghica-ház       | I. Gergely (3x)                                                           | Grigore Ghica al II-lea  | 1739–1741 X. IX. 24. (1 év 11 hónap)        | Harmadik uralkodása.                                                              |
|                                               | Mavrocordat-ház | V. Konstantin (2x)                                                        | Constantin Mavrocordat   | 1741–1743 IX. 24. VI. 29. (1 év 9 hónap)    | Második uralkodása.                                                               |
| –                                             | Mavrocordat-ház | VI. János * 1712. március 12. † 1747. július 29.                          | Ioan N. Mavrocordat      | 1743–1747 VI. 29. V. (3 év 11 hónap)        | I. Miklós fia.                                                                    |
|                                               | Ghica-ház       | I. Gergely (4x)                                                           | Grigore Ghica al II-lea  | 1747–1748 V. IV. (11 hónap)                 | Negyedik uralkodása.                                                              |
|                                               | Mavrocordat-ház | V. Konstantin (3x)                                                        | Constantin Mavrocordat   | 1748–1749 IV. VIII. 31. (1 év 4 hónap)      | Harmadik uralkodása.                                                              |
| –                                             | Racoviță-ház    | VI. Konstantin H: IV. Konstantin * 1699 † 1764. január 28.                | Constantin Racoviță      | 1749–1753 VIII. 31. VII. 3. (3 év 10 hónap) | III. Mihály fia.                                                                  |
| –                                             | Ghica-ház       | Máté H: II. Máté * 1728 † 1756. február 19.                               | Matei Ghica              | 1753–1756 VII. 3. II. 19. (2 év 7 hónap)    | I. Gergely fia.                                                                   |
| –                                             | Racoviță-ház    | VI. Konstantin (2x)                                                       | Constantin Racoviță      | 1756–1757 II. 19. III. 13. (1 év ~1 hónap)  | Második uralkodása.                                                               |
|                                               | Ghica-ház       | I. Scarlat H: I. Scarlat * 1715 † 1766. december 2.                       | Scarlat Ghica            | 1757–1758 III. 13. VIII. 7. (1 év ~5 hónap) | I. Gergely fia, III. Mihály veje.                                                 |
|                                               | Callimachi-ház  | VII. János Teodor * 1690 † 1780                                           | Ioan Teodor Callimachi   | 1758–1761 VIII. 7. VI. 8. (2 év 10 hónap)   |                                                                                   |
|                                               | Callimachi-ház  | II. Gergely * 1735 † 1769. szeptember 9.                                  | Grigore Callimachi       | 1761–1764 VI. 8. III. 29. (2 év 8 hónap)    | VII. János Teodor fia.                                                            |
|                                               | Ghica-ház       | III. Gergely H: III. Gergely * 1724 † 1777. október 12.                   | Grigore al III-lea Ghica | 1764–1767 III. 29. II. 3. (2 év 10 hónap)   | II. Gergely unokaöccse.                                                           |
|                                               | Callimachi-ház  | II. Gergely (2x)                                                          | Grigore Callimachi       | 1767–1769 II. 3. VI. 14. (2 év 4 hónap)     | Második uralkodása.                                                               |
|                                               | Mavrocordat-ház | V. Konstantin (4x)                                                        | Constantin Mavrocordat   | 1769 VI. 29. XI. 23. (~5 hónap)             | Negyedik uralkodása.                                                              |
| Orosz uralom 1769–1775                        |                 |                                                                           |                          |                                             |                                                                                   |
|                                               | Ghica-ház       | III. Gergely (2x)                                                         | Grigore al III-lea Ghica | 1774–1777 IX. X. 12. (3 év 1 hónap)         | Második uralkodása.                                                               |
|                                               | Moruzi-ház      | VII. Konstantin * 1730 † 1783                                             | Constantin Moruzi        | 1777–1782 X. 11. VI. 7. (4 év ~8 hónap)     |                                                                                   |
| –                                             | Mavrocordat-ház | IX. Sándor * 1742 † 1812. március 27.                                     | Alexandru Mavrocordat    | 1782–1785 VI. 8. I. 12. (2 év 7 hónap)      | V. Konstantin fia, János Teodor veje.                                             |
| –                                             | Mavrocordat-ház | X. Sándor * 1754. július 1. † 1819. február 8.                            | Alexandru Mavrocordat    | 1785–1786 I. 12. XII. 14. (1 év 11 hónap)   | VI. János fia.                                                                    |
|                                               | Ipsilanti-ház   | XI. Sándor H: VII. Sándor * 1726 † 1807. január 13.                       | Alexandru Vodă Ipsilanti | 1786–1788 XII. IV. 19. (1 év 4 hónap)       |                                                                                   |
| Osztrák uralom Moldva nyugati felén 1787–1791 |                 |                                                                           |                          |                                             |                                                                                   |
| –                                             | Ruset-ház       | Emánuel Giani H: Emánuel Giani * 1715 † 1794. március 8.                  | Manole Giani Ruset       | 1788–1789 V. 11. III. (10 hónap)            | Antal leszármazottja.                                                             |
| Orosz uralom Moldva keleti felén 1788–1791    |                 |                                                                           |                          |                                             |                                                                                   |
|                                               | Moruzi-ház      | XII. Sándor H: VIII. Sándor * 1750 † 1807/1816                            | Alexandru Moruzi         | 1792–1793 III. I. 10. (10 hónap)            | VII. Konstantin fia.                                                              |
| –                                             | Suțu-ház        | IV. Mihály H: IV. Mihály * 1729/1730 † 1803                               | Mihai Suțu               | 1793–1795 I. 10. V. 6. (2 év ~4 hónap)      | János Teodor veje.                                                                |
|                                               | Callimachi-ház  | XIII. Sándor * 1737 † 1821. december 12.                                  | Alexandru Callimachi     | 1795–1799 V. 6. III. 18. (3 év 10 hónap)    | VII. János Teodor fia, I. Scarlat veje.                                           |
|                                               | Ipsilanti-ház   | VIII. Konstantin H: VI. Konstantin * 1760 † 1816. június 24.              | Constantin Ipsilanti     | 1799–1801 III. 18. VII. 10. (2 év ~4 hónap) | X. Sándor fia.                                                                    |

### 1800–1862
| Portré                               | Uralkodóház    | Uralkodó                                                                                   | Román név                     | Uralkodott                                 | Megjegyzés |
| ------------------------------------ | -------------- | ------------------------------------------------------------------------------------------ | ----------------------------- | ------------------------------------------ | --- |
|                                      | Suțu-ház       | XIV. Sándor H: IX. Sándor * 1758 † 1821. január 18./19.                                    | Alexandru Suțu                | 1801–1802 VII. 10. X. 1. (1 év 2 hónap)    | IV. Mihály unokaöccse. |
|                                      | Moruzi-ház     | XI. Sándor (2x)                                                                            | Alexandru Moruzi              | 1802–1806 X. 1. VIII. 24. (3 év ~11 hónap) | Második uralkodása. |
|                                      | Callimachi-ház | II. Scarlat * 1773 † 1821. december 12.                                                    | Scarlat Callimachi            | 1806 VIII. 24. X. 15. (1 hónap)            | XIII. Sándor fia. |
|                                      | Moruzi-ház     | XI. Sándor (3x)                                                                            | Alexandru Moruzi              | 1806–1807 X. 17. III. 19. (5 hónap)        | Harmadik uralkodása. |
|                                      | Ipsilanti-ház  | VIII. Konstantin (2x)                                                                      | Constantin Ipsilanti          | 1806–1807 X. 15. VIII. 16. (10 hónap)      | Második uralkodása. |
| –                                    | Hangerli-ház   | XV. Sándor * 1768 † 1854. június 12.                                                       | Alexandru Hangerli            | 1807 III. 19. VIII. 5. (4 hónap)           | V. Konstantin havasalföldi fejedelem (1760?–1799) testvére.                                                                   |
|                                      | Callimachi-ház | II. Scarlat (2x)                                                                           | Scarlat Callimachi            | 1807–1810 VIII. 5. VI. 13. (2 év 10 hónap) | Második uralkodása. |
| Orosz uralom 1806–1812               |                |                                                                                            |                               |                                            | |
|                                      | Callimachi-ház | II. Scarlat (3x)                                                                           | Scarlat Callimachi            | 1812–1819 IX. 8. VII. 2. (6 év ~10 hónap)  | Harmadik uralkodása. |
|                                      | Suțu-ház       | V. Mihály Gergely * 1784 † 1864. június 12.                                                | Mihail Suțu                   | 1819–1821 VI. 24. IV. 10. (1 év 9 hónap)   | IV. Mihály unokája. |
|                                      | Ipsilanti-ház  | Alexandru Ipsilanti, mint a Filiki Eteria vezetője * 1792. december 12. † 1828. január 31. | Alexandru Ipsilanti Eteristul | 1821 IV. (1 hónap)                         | VIII. Konstantin fia. A Filiki Eteria nevű titkos görög szövetség élén elfoglalta Moldvát, a görög szabadságharc kitörésekor. |
| Török uralom 1821–1822               |                |                                                                                            |                               |                                            | |
|                                      | Sturdza-ház    | VIII. János vagy Ioniță * 1762 † 1842. február 2.                                          | Ioniță Sandu Sturdza          | 1822–1828 VI. 21. V. 5. (5 év 10 hónap)    | |
| Orosz uralom 1828–1834               |                |                                                                                            |                               |                                            | |
|                                      | Sturdza-ház    | VI. Mihály * 1794. április 24. † 1884. május 8.                                            | Mihail Sturza                 | 1834–1849 IV. VI. (15 év 2 hónap)          | II. Gergely leányági unokája.                                                                                                 |
|                                      | Ghica-ház      | IV. Gergely Sándor * 1807. augusztus 27. † 1857. augusztus 24.                             | Grigore Alexandru Ghica       | 1849–1853 X. 14. X. 30. (4 év)             | III. Gergely leányági unokaöccsének az unokája. 1853-ban rövid időre megszakadt az uralma.                                    |
| Orosz uralom 1853–1854               |                |                                                                                            |                               |                                            | |
|                                      | Ghica-ház      | IV. Gergely Sándor (2x)                                                                    | Grigore Alexandru Ghica       | 1854–1856 X. 14. VII. 8. (1 év ~8 hónap)   | Második uralkodása. |
| kormányzók, katonai uralom 1856–1859 |                |                                                                                            |                               |                                            | |
|                                      | Cuza-ház       | Sándor János * 1820. március 20. † 1873. május 15.                                         | Alexandru Ioan Cuza           | 1859–1862 I. 17. II. 23. (3 év)            | 1862-ben egyesítette Moldvát és Havasalföldet, így hozva létre a Román Fejedelemséget.                                        |

## Családfa
- Havasalföldi és moldvai fejedelmek családfája
- A Bogdan-Musat-ház